# Ernst von Döring (Verwaltungsjurist)
Ernst Hans Georg von Döring (* 14. Juni 1858 in Cismar; † 23. Juni 1910) war ein deutscher Verwaltungsbeamter.

## Leben
Ernst von Döring, Sohn des Amtmanns von Cismar, Heinrich von Döring, studierte Rechtswissenschaften an der Ruprecht-Karls-Universität Heidelberg. 1879 wurde er Mitglied des Corps Vandalia Heidelberg. Nach dem Studium trat er in den preußischen Staatsdienst ein. Von 1888 bis 1890 absolvierte er das Regierungsreferendariat bei der Regierung in Stettin. Von 1893 bis zu seinem Tod 1910 war er Landrat des Landkreises Regenwalde.